# Airas Nunes
Airas Nunes (* um 1230; † 1289) war ein spanischer Kleriker und Troubadour des 13. Jahrhunderts, der wahrscheinlich in Galicien geboren wurde. Er stand zunächst in erzbischöflichen Diensten und war zwischen 1284 und 1289 Dichter am Hof von Sancho IV.
Seine Lieder sind in der mittelalterlichen galicisch-portugiesischen Sprache, dem Galego-Portugues, verfasst. Nunes verwendet in ihnen auch Zitate anderer Dichter wie Don Denís, Alfons X., João Zorro und Nuno Fernandes Torneol.
Man nimmt an, dass er wesentlich an den Cantigas de Santa Maria mitgearbeitet hat.
Es sind 15 seiner Kompositionen bekannt: sieben Liebeslieder, drei Freundschaftslieder, vier Scherzlieder, zwei Tanzlieder und eine Pastorella.